# Bombardement de Marseille (1943)
Pour les articles homonymes, voir Bombardements de Marseille.
Le 2 décembre 1943, vers 13 heures, quarante-cinq forteresses volantes larguent quatre-vingt bombes sur Marseille. L'objectif est la base de sous-marins que les Allemands construisent au Cap Janet.
Outre les dégâts matériels, l'attaque fait plusieurs victimes civiles (quarante morts et cinquante-et-un blessés d'après les actualités contrôlées de l'époque), essentiellement des ouvriers et les habitants des quartiers alentours.